# Мартин товстодзьобий
Мартин товстодзьобий (Larus pacificus) — вид морських птахів з родини мартинових (Laridae).

## Поширення
Ендемік Австралії. Поширений вздовж західного, південного та південно-східного узбережжя, а також на Тасманії.

## Опис

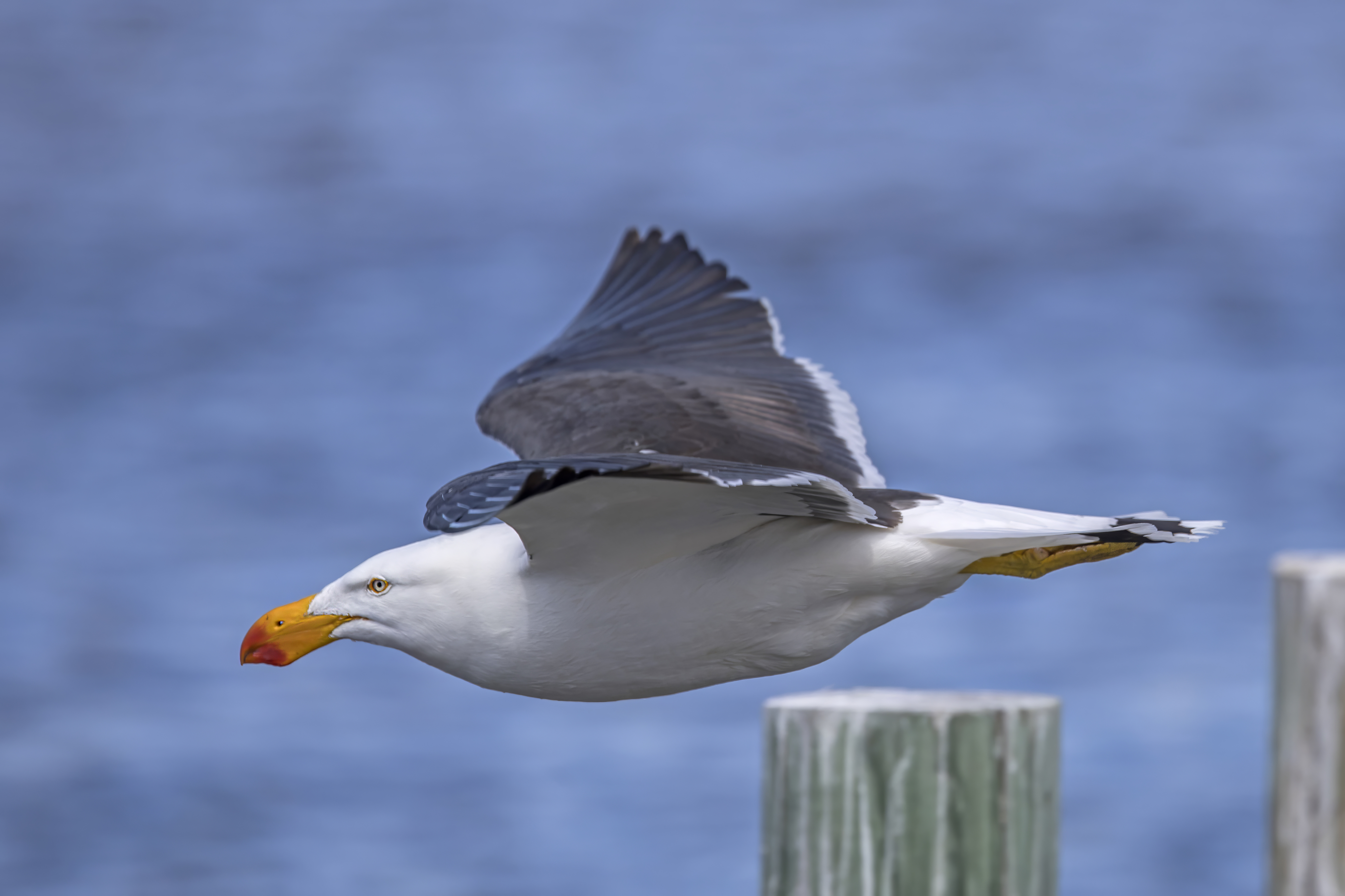
У польоті, Тасманія

Це велика чайка, з чорною спиною і крилами. Птах зростом 58–65 см, розмах крил від 137 до 157 см, вага від 900 до 1185 г. Має найбільший дзьоб серед усіх представників родини. Надзвичайно потужний дзьоб жовтого кольору з червоною плямою на кінчику. Ніздрі круглоовальні, а не вузькі краплеподібні, як в інших видів Larus. У гніздовому оперенні голова, шия і низ білі.

## Спосіб життя
Патрулює берегову лінію, відстежуючи здобич та роблячи неглибокі пірнання в пошуках риби, кальмарів, крабів та інших морських істот. Розбиває великих двостулкових молюсків, кидаючи їх на каміння. Також їсть яйця та пташенят морських птахів і навіть дрібніших дорослих птахів. Трапляється невеликими колоніями або розсіяними парами вздовж узбережжя, іноді всередині країни.

## Підвиди
- L. p. pacificus Latham, 1801 — південно-східне узбережжя, Тасманія, острови Бассової протоки.
- L. p. georgis King, 1826 — узбережжя Західної та Південної Австралії.